# 埃里希·宝隆

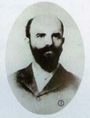
埃里希·宝隆

埃里希·宝隆（Erich Paulun，1862年3月4日—1909年3月5日），出生于德国帕瑟瓦尔克，是一位德国医生，他在上海建立了同济医院和上海德文医学堂（即今天同济大学和华中科技大学同济医学院的前身）。

## 生平
宝隆2岁时父母患肺结核去世，由亲戚抚养长大。中学毕业后参加海军学校学医，毕业后1891年随军赴上海。他对上海当时的医疗条件之差感到非常震惊，因此即退伍並在上海行医。在行医过程中他又感受到他所获得的军医教育非常片面，不足以满足一个医生的要求，因此此后他又回德国再次深造两年，1893年重返上海，并在德国领事馆附近设立了一个诊所。
1899年宝隆在德国领事馆的支持下对中国官员施加压力，在白克路（今凤阳路）获得了一块地基建立医院，医院的医疗设施是八国联军的伤兵医院留下来的老器械。以“同舟共济”为名，医院定名为同济医院（同时同济也与Deutsch，“德国的”的发音相似）。宝隆任同济医院的院长。同济医院一开始对中国人不收诊费，但药价非常高，每天只有十来个人看病。整个医院的经营主要靠中国政府每年拨给500两白银来支持。后来获得德国政府及民间捐助（德国政府出50万马克，德国民间筹募获得60万马克，加上中国当地富豪等的捐赠）得以改建医院房屋，医院里设置了12个病房，医院的名声也不断扩大。
医院建立后宝隆开始筹备建立一个培养中国医生的医学院。他的主意获得了德国驻上海的外交官的支持。他们首先建立了一个“在中国促进德国文化工作委员会”，1906年建立了一个建立医学院的基金会，从德国获得25万马克的资金和7万马克的书籍捐赠。1907年上海德文医学堂开办，1908年改名为同济德文医学堂，就是后来的同济大学。
1909年，宝隆感染伤寒，又引起肾脏并发症，最終因尿毒症逝世于上海 。宝隆病逝后，同济医院被改名为宝隆医院来纪念他，后来逐渐发展成同济大学附属同济医院，1955年随同济大学医学院内迁武汉，现为华中科技大学同济医学院附属同济医院。

## 纪念
2003年6月16日，同济医学院为宝隆建起了半身铜像，同时在附属同济医院门诊楼前塑全身铜像，以此纪念其作为同济医学的创始者。
2004年9月，德中医学会设立宝隆奖章，以表彰那些为促进德中两国医学发展做出卓越贡献的人。裘法祖和裘罗懿成为第一届获得者。
2017年5月16日，上海市普陀区甘泉路街道、普陀区绿化市容局和同济大学附属同济医院在同济医院北侧的志丹路368号建成同济宝隆健康广场，该广场亦立有埃里希·宝隆铜像。